# Palazzo Civico (Lugano)
Il Palazzo Civico è uno storico edificio nonché sede municipale della città di Lugano nel Canton Ticino.

## Storia

### Progettazione
Il palazzo attuale poggia sul sedime dell'antico Palazzo episcopale della Mensa vescovile di Como risalente all'età medievale, laddove si trovava inoltre anche la Chiesa dell’Immacolata al Sole. Questi edifici vennero abbattuti, rispettivamente, nel 1842 e nel 1843.
La decisione di costruire l'edificio venne presa dal Consiglio comunale (il corpo legislativo della città) il 27 dicembre 1841. Originariamente, esso venne destinato ad accogliere la sede del governo cantonale, all'epoca itinerante, alternandosi ogni sei anni tra le città di Lugano, Bellinzona e Locarno. Le spese di costruzione vennero messe a carico dei contribuenti della città; per questo motivo, il frontone sulla facciata settentrionale sulla piazza della Riforma riporta l'iscrizione "Aere civium conditum anno MDCCCXXXXIV" ("realizzato con i denari dei cittadini nel 1844").
La municipalità (l'organo esecutivo della città) supervisionò l'effettiva realizzazione del palazzo, delegando il compito a una commissione composta dal sindaco Giacomo Luvini-Perseghini e da Antonio Airoldi, Carlo Morosini e Giacomo Bianchi, membri dell'esecutivo comunale. La commissione si adoperò per organizzare un concorso pubblico; alla fine di dicembre del 1842, quattordici progetti vennero esposti al pubblico. La commissione incaricò una giuria composta dagli architetti milanesi Giulio Aluisetti, Gioachino Crivelli e Giacomo Moraglia nonché dai ticinesi Biagio Magistretti e Domenico Gilardi. Nonostante la giuria avesse proposto una lista di progetti preferiti alla municiplaità, quest'ultima decise di accelerare i tempi assegnando il progetto al Moraglia nel maggio 1843, sebbene egli fosse un membro della giuria. Già noto nel Ticino per aver redatto il progetto del Teatro Sociale di Bellinzona, Moraglia è uno degli architetti più in vista all'epoca per quanto riguardava lo stile neoclassico.

### Costruzione
I lavori di costruzione dell'edificio cominciarono nel 1843 e vennero ultimati nel 1844. L'iconografia della facciata fu decisa dal Moraglia. Le sculture vennero realizzate da Francesco Somaini, originario di Maroggia, mentre i rilievi da Lorenzo Vela.

### Utilizzo
Tra il 1851 e il 1863 e di nuovo tra il 1869 e il 1890 il palazzo svolge la funzione d'albergo, dapprima ospitando l'Albergo del Lago e poi l'Hotel Washington. La complicata situazione finanziaria in cui la città venne a trovarsi anche a causa del blocco austriaco del 1848 spinse le autorità dell'epoca a valutare la vendita dell'immobile; delle trattative in questo senso furono condotte fino al 1861, ma si conclusero con un nulla di fatto. Dal 1890 è quindi sede ufficiale dell’amministrazione cittadina.
Il palazzo è oggi iscritto nell'inventario svizzero dei beni culturali d'importanza nazionale.

## Descrizione
L'edificio si trova sulla centrale Piazza della Riforma nel centro di Lugano. Di pianta quadrangolare, si sviluppa intorno a un cortile interno. Costituisce un elemento centrale dell'impianto urbanistico della citàà di Lugano.
Presenta uno stile neoclassico.

### Esterni
Il prospetto nord è contraddistinto da un frontone, dotato del primo orologio pubblico della città, sorretto da due figure rappresentanti la Fama. Il frontone è sormontato da quattro figure e dal blasone della città di Lugano, ornato dal cappello di Guglielmo Tell e circondato da diversi oggetti militari. Ai i lati del blasone si trovano le personificazioni della Concordia e della Forza, quest'ultima ritratta con in mano una clava e nell'atto di accarezzare un leone. Distaccate dal blasone e ai lati del frontone si trovano due statue in piedi, quella a sinistra raffigurante la Religione, la quale porta una corona con sette raggi e con in mano il globo crucigero, e quella a destra raffigurante la Libertà, la quale, appoggiata ad un'asta, ha ai piedi un giogo spezzato e una cornucopia nella mano destra.
Altre due statue occupano le nicchie che si aprono sulla facciata all'altezza del piano nobile. A sinistra, l'Autorità legislativa (il Gran Consiglio), appoggiata al blasone cantonale, regge il libro della legge, mentre a destra, l'Autorità esecutiva (il Consiglio di Stato) porta la pergamena della Costituzione cantonale. Le due statue sono realizzate in pietra di Breno. Sopra di esse si trovano dei bassorilievi rappresentanti le Belle Arti e il Commercio.

### Interni
Nell’atrio situato tra l’entrata ed il cortile sono collocate quattro statue ritraenti importanti personalità del cantone. Si tratta, a sinistra, dello scultore Giocondo Albertolli (opera di Giovanni Labus) e del vescovo Giuseppe Maria Luvini (di Vincenzo Vela); a destra si trovano invece quelle del filosofo Francesco Soave (opera di Giovanni Pandiani) e dell'architetto Domenico Fontana (di Antonio Galli). Tutt'e quattro le statue sono realizzate in pietra di Viggiù.
Un monumento in onore dell'architetto ticinese Luigi Canonica realizzato da Raffaele Monti venne collocata nel 1846 sullo scalone che sale al piano nobile. A questo si aggiunse nel 1938 un affresco di Pietro Chiesa dedicato ai Maestri campionesi e allo scultore Stefano Maderno. Queste due opere vogliono sottolineare la vocazione da "terra di artisti" della Svizzera italiana, uno degli elementi centrali del discorso identitario elaborato e promosso dal Cantone sin dalla sua creazione nel 1803. Un bassorilievo situato nell'atrio ritraente Giacomo Luvini-Perseghini, sindaco di Lugano e promotore della riforma costituzionale ticinese del 1830, fu la prima opera d'arte raffigurante una personalità politica a essere collocata nel Palazzo Civico.